# La Ferrière-en-Parthenay
La Ferrière-en-Parthenay é uma comuna francesa na região administrativa da Nova Aquitânia, no departamento de Deux-Sèvres. Estende-se por uma área de 29,12 km². Em 2010 a comuna tinha 781 habitantes (densidade: 26,8 hab./km²).